# Carlos Borromeu Duarte

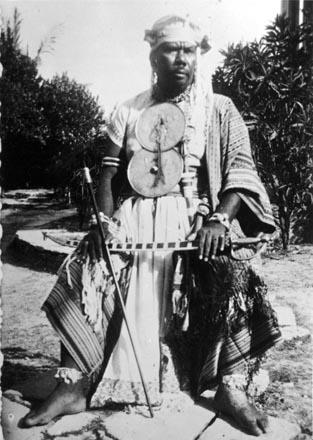
Carlos Borromeu Duarte em Álbum Fontoura

Liurai D. Carlos Borromeu Duarte foi régulo do Reino de Alas, um dos reinos em Timor que já existiam antes da chegada dos portugueses no século XV. Durante a colonização portuguesa, no seu reinado, D. Carlos Borromeu Duarte foi condecorado pelo governador da Colónia de Timor em 1934 como coronel de segunda linha e régulo do Reino de Alas por seu mérito em serviço e pelas suas obras extraordinárias tais como, construção da igreja, escolas, e duas estátuas, estas foram destruídas pelos japoneses mais tarde. Em 1945 foi morto pelos japoneses, acusado de traidor colaborando com australianos, por intrigas e invejas alheias.
Atualmente, a tradição monárquica ainda se mantém e é respeitada. O trono do Reino de Alas, foi herdado pela sua neta D. Alexandrina Borromeu Duarte,  a filha do seu filho mais novo, D. Alexandrino Borromeu Duarte. O património é preservado e restaurado, conhecido como casa real, em língua tétum (língua nativa de Timor-Leste) chama-se " Kadunan Uma Bereloik e Natar Bocu".